# Sant Miquèl (Erau)
Sant Miquèl (en francès Saint-Michel) és un municipi occità del Llenguadoc, situat al departament de l'Erau, a la regió d'Occitània.